# 쓰촨 관청
쓰촨 관청(중국어: 四川冠城)은 중국 쓰촨성 청두시를 연고로 하던 축구 클럽 팀이다.
이 팀은 1993년 쓰촨 취안싱(四川全兴)이라는 이름으로 창단했으며 2002년에 다허 그룹이 팀을 인수하면서 팀 이름도 쓰촨 다허(四川大河)로 변경되었다. 이후 2003년에 팀이 매각되면서 팀 이름도 쓰촨 관청(四川冠城)으로 변경되었지만 구단의 계속된 자금난을 이유로 팀의 유지와 관리가 어렵게 됐다고 판단한 쓰촨 성 축구 협회는 중국 축구 협회에 쓰촨 관청과 다롄 스더와의 관계 청산을 요청했으며 2006년 1월 27일에 팀의 해체를 선언했다.

## 클럽 명칭 역사
- 1953-1993: 쓰촨 FC (Sichuan FC, 四川省足球队)
- 1994-1998: 쓰촨 취안싱 (Sichuan Quanxing, 四川全兴)
- 1999: 쓰촨 취안싱 랑주 (Sichuan Quanxing Langjiu, 四川全兴郎酒)
- 2000: 쓰촨 취안싱 수이징팡 (Sichuan Quanxing Shuijingfang, 四川全兴水井坊)
- 2001: 쓰촨 상우퉁 (Sichuan Shangwutong, 四川商务通)
- 2002: 쓰촨 다허 (Sichuan Dahe, 四川大河)
- 2003-2006: 쓰촨 관청 (Sichuan Guancheng, 四川冠城)

## 역대 감독
| 감독              | 임기 |
| ----------------- | ---- |
| 일리야 페트코비치 | 2002 |